# Untersachsenberg

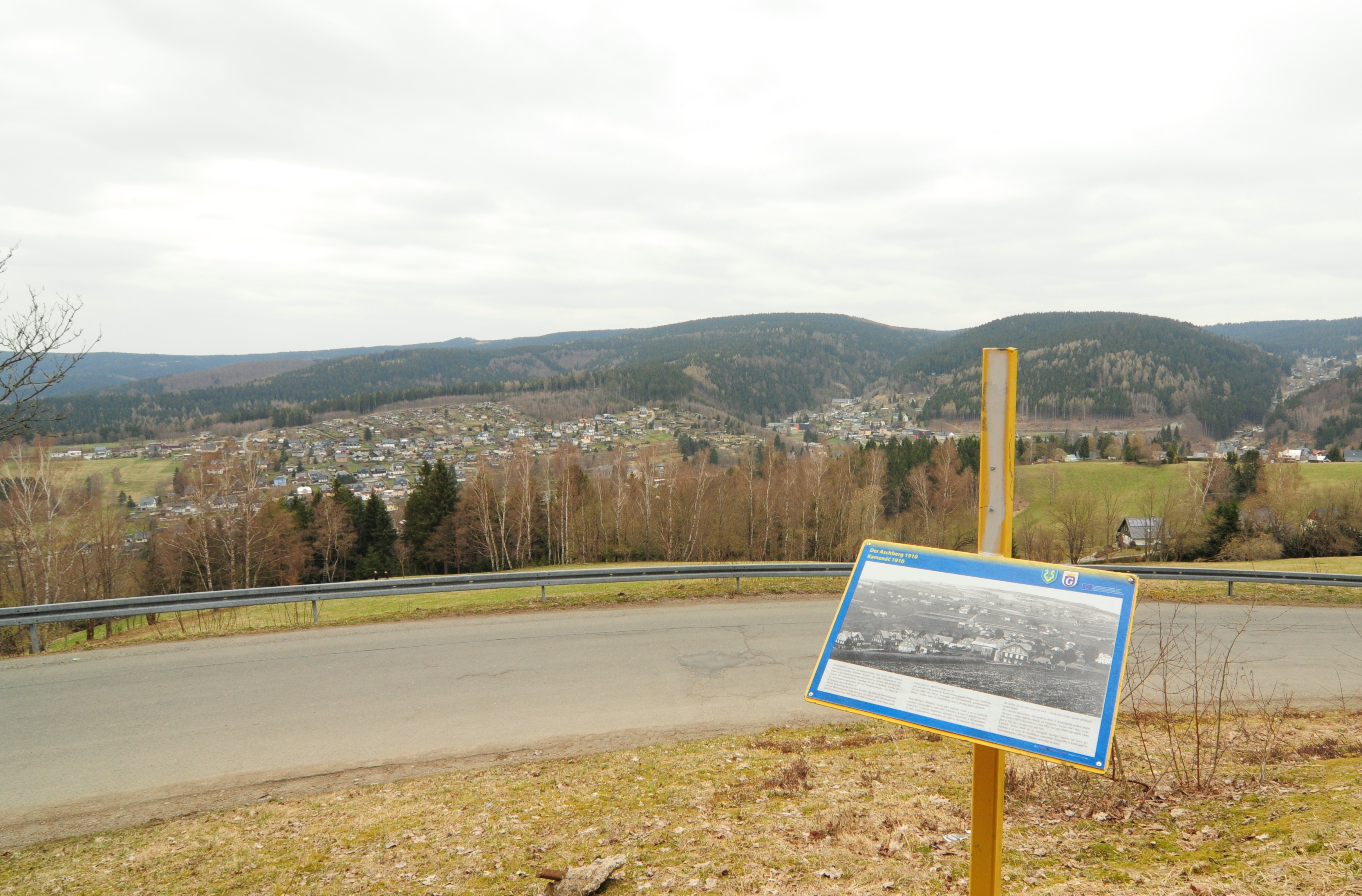
Blick auf Teile von Untersachsenberg (Bildmitte links) in Richtung Nordwesten

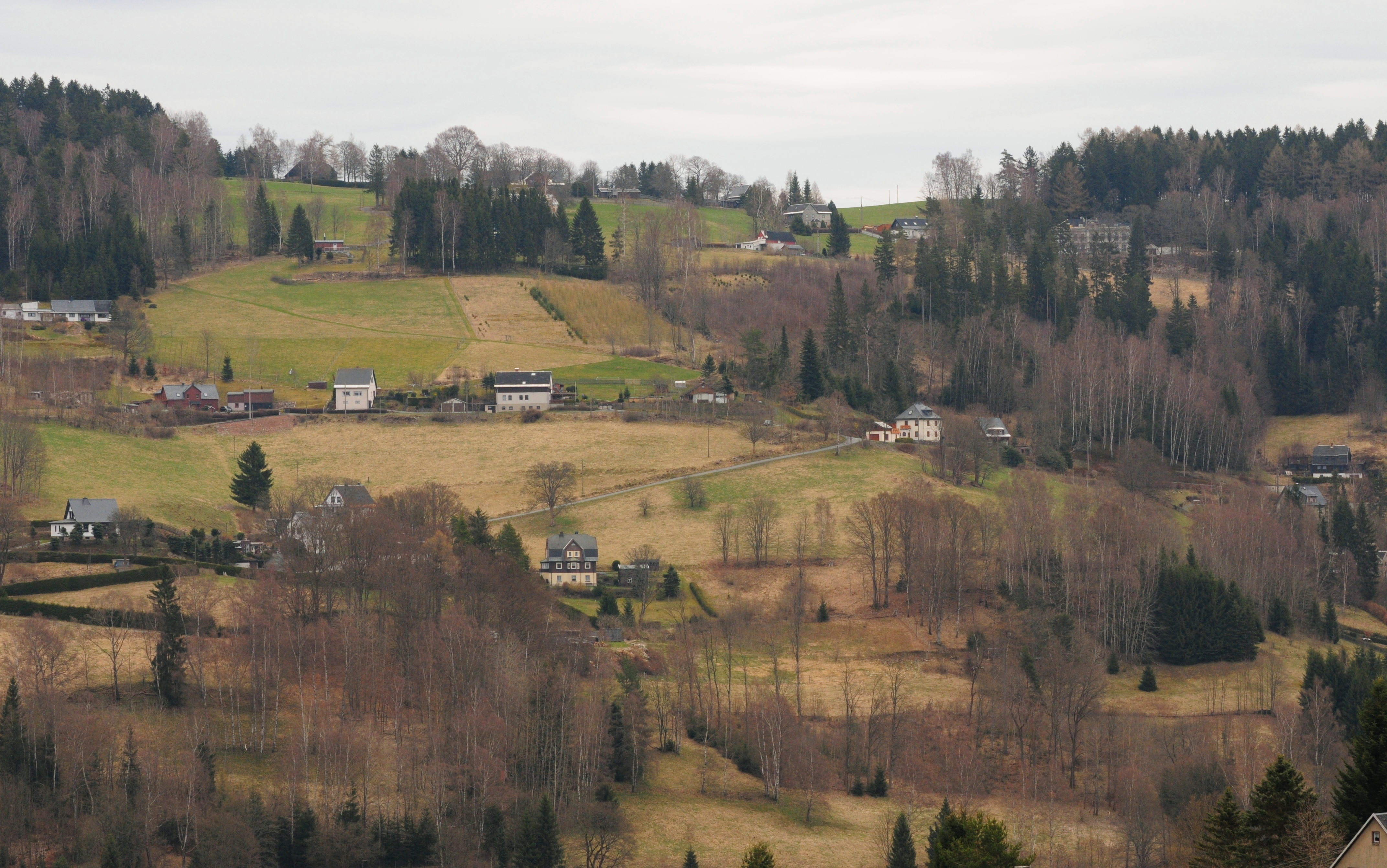
Die Pudelmützhäuser, eine Streusiedlung in der linksseitigen Hanglage des unteren Steindöbratales

Untersachsenberg ist eine zum Ortsteil Sachsenberg-Georgenthal der Stadt Klingenthal gehörende Gemarkung im sächsischen Vogtlandkreis. Gemeinsam mit Obersachsenberg bildete der Ort ab 1929 die Gemeinde Sachsenberg. 1934 entstand durch Zusammenschluss mit Georgenthal (mit den Ortsteilen Steindöbra und Aschberg) die Gemeinde Sachsenberg-Georgenthal, die seit 1950 zu Klingenthal gehört.

## Geographische Lage
Untersachsenberg liegt nordöstlich des Stadtzentrums von Klingenthal und unterhalb des Aschberges im Südosten des sächsischen Vogtlands, der naturräumlich aber bereits Teil des Westerzgebirges ist. Unweit des im Tal der Steindöbra liegenden Innenbereichs, südöstlich bei den Kammlagen der Waldgutsberge und des Lämpelbergs, verläuft die Staatsgrenze zur Tschechischen Republik.
Die Gemarkung Untersachsenberg ist die zweitgrößte der drei zum Ortsteil Sachsenberg-Georgenthal gehörenden. Sie ist von den Klingenthaler Gemarkungen Obersachsenberg, Steindöbra, Klingenthal und Brunndöbra umgeben und grenzt zudem direkt an die sächsisch-tschechische Grenze. Die Gemarkung trägt die Nummer 5410. Bei Untersachsenberg handelt es sich um eine Streusiedlung von 259 ha.
Abgesehen vom überwiegend dicht bebauten Ortsbereich in der Tallage erstrecken sich mehrere Häusergruppen als Streusiedlung über den Südhang des Steindöbratales. Sie tragen verschiedene Namen. Um 1892 zählten hierzu die Oberen- und Unteren Berghäuser, Dreihöfe, Glassenhäuser, Gösselhäuser, Grund, Pudelmützhäuser, Quittenbach und Schmerlerhäuser.

## Geschichte

### Territorialgeschichte
Das Dorf und die spätere Landgemeinde gehen aus den Bestrebungen des sächsischen Kurfürsten Johann Georg I. hervor, die Region urbar zu machen. Untersachsenberg wurde 1625 von Hans Wilhelm von Boxberg und Matthäus Gnaspe gegründet, denen am Sachsenberg der sächsische Kurfürst erblich ein Gut verlieh. Nach dem Ende des Dreißigjährigen Krieges und der verstärkt einsetzenden Gegenreformation in Böhmen ließen sich hier mehrere böhmische Exulanten nieder, die hauptsächlich als Köhler und Holzhauer arbeiteten. Bis 1718 lag der als Streusiedlung entstandene Ort im Sekundogeniturfürstentum Sachsen-Zeitz und anschließend bis 1856 im chursächsischen bzw. königlich-sächsischen Amt Voigtsberg. Dabei gehörte es lange Zeit zum Rittergut Untersachsenberg, das in Unterscheidung zum Oberen Waldgut als Unteres Waldgut bezeichnet wurde. Bei diesem Waldgut Untersachsenberg lag auch die Patrimonialgerichtsbarkeit. Ein Rittergut ist erstmals für das Jahr 1646 belegt. Ab 1856 gehörte Untersachsenberg zum Gerichtsamt Klingenthal und ab 1875 zur Amtshauptmannschaft Auerbach. Von 1952 an gehörte der Ort zum (Land-)Kreis Klingenthal. Seit 1996 liegt dieser im Vogtlandkreis.
1929 schlossen sich die beiden Orte Ober- und Untersachsenberg zur Gemeinde Sachsenberg zusammen, die 1934 mit Georgenthal zur Gemeinde Sachsenberg-Georgenthal fusionierte. Seit 1950 gehören alle Orte zu Klingenthal. Dort bilden sie heute den Ortsteil Sachsenberg-Georgenthal.
1752 wurde der Ort zu Klingenthal eingepfarrt. Seit 1887 gehören zur Kirchgemeinde Klingenthal-Sachsenberg-Georgenthal zudem die Orte Obersachsenberg, Mittelberg, Steindöbra, Aschberg, Mühlleithen und Winselburg. Von 1916 bis 1964 war der Ort durch die Schmalspurbahn Klingenthal–Sachsenberg-Georgenthal an das Eisenbahnnetz angebunden, die in Untersachsenberg ihren Endbahnhof hatte.

### Ortsnamensformen
- 1697: Untersachenberg
- 1720: Unter Sachsenberg
- 1816: Untersachsenberg[3]

### Bevölkerungsentwicklung
| Jahr      | 1771       | 1834 | 1871 | 1890 | 1910 | 1925 |
| --------- | ---------- | ---- | ---- | ---- | ---- | ---- |
| Einwohner | 57 Häusler | 1111 | 1496 | 2012 | 2488 | 2281 |

1834 bekannten sich 3 Einwohner zum Katholizismus; 1925 waren es 275. In diesem Jahr bekannten sich 1893 Einwohner zur evangelisch-lutherischen Auslegung und 113 Personen waren nicht- oder andersgläubig. 1910 war Untersachsenberg unter den 69 Kommunen der Amtshauptmannschaft Auerbach auf Rang 11 der Einwohnerstatistik.

## Belege
1. ↑  Freistaat Sachsen - Vermessungsverwaltung des Freistaates Sachsen. Staatsbetrieb Geobasisinformation und Vermessung Sachsen (Hrsg.): Auszug aus dem Liegenschaftskataster. 4. Oktober 2022, S. 78 (sachsen.de [PDF]).
2. ↑  Ernst Eichler, Volkmar Hellfritzsch, Johannes Richter: Die Ortsnamen des sächsischen Vogtlandes. 1. Das Namenbuch. (= Vogtlandmuseum Plauen, Schriftenreihe 50), Plauen 1983, S. 72.
3. 1 2  Sachsenberg, Unter- – HOV | ISGV. Abgerufen am 11. Dezember 2022.